# Kim Yong-ik (judo)
Cet article concerne un judoka. Pour l'écrivain, voir Kim Yong-ik.
Dans ce nom, le nom de famille, Kim, précède le nom personnel coréen.
Kim Yong-ik (né le 17 mai 1947) est un judoka nord-coréen. Il participe aux Jeux olympiques d'été de 1972 dans la catégorie des poids −63 kg et remporte la médaille de bronze.

## Palmarès

### Jeux olympiques
- Jeux olympiques de 1972 à Munich,  Allemagne
  -  Médaille de bronze